# 아우구스트 치르너

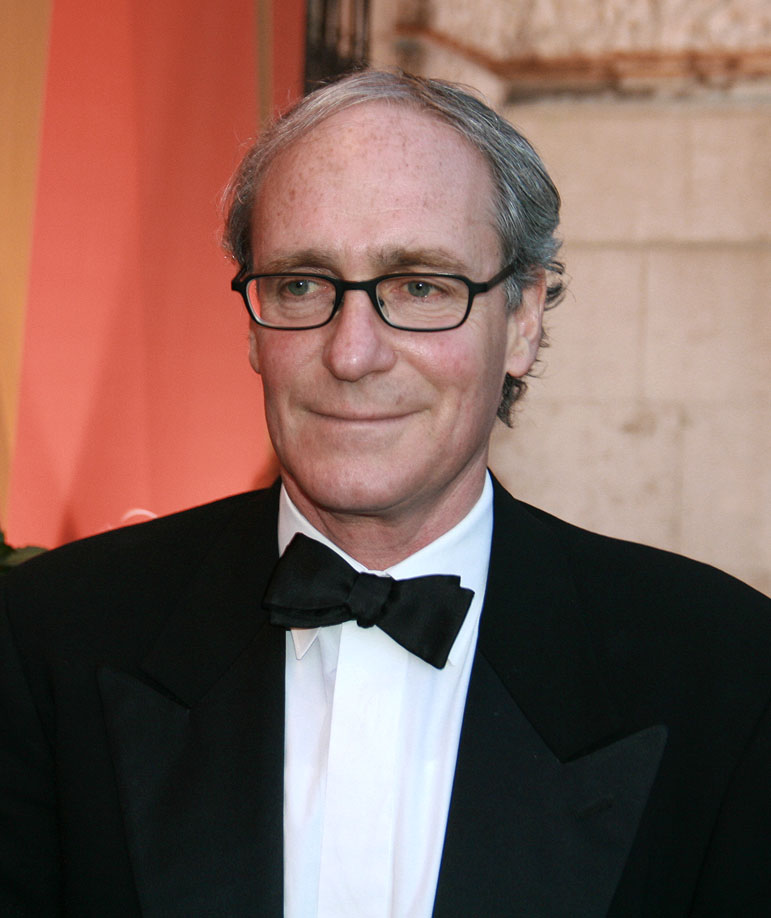

아우구스트 치르너(독일어: August Zirner, 1956년 1월 7일 ~ )는 오스트리아와 미국의 배우이다.
어배너에서 태어났다.

## 영화
- 워커스도르프 (2018년)
- 유포리아 (2017년)
- 콜로니아 (2015년) - 독일 대사 역
- 커밍 인 (2014년)
- 더 블라인드 스팟 (2013년)
- 데드 앤드 더 리빙 (2012년)
- 샘스 인 럭 (2012년)
- 마이 오운 플래쉬 앤드 블러드 (2011년)
- 딜리버링 호프 (2010년)
- 베를린 36 (2009년)
- 카운터페이터 (2007년)
- 칸 (2006년)
- 타라 로드 (2005년) - 그렉 역
- 스피어와 히틀러 (2005년)
- 죽음의 터널 (2005년) - 맨프레드 검사장 역
- 타임코드 (2005년) - 클레이 데리스 역
- 아멘 (2002년)
- 테이킹 사이즈 (2001년)
- 마사의 부엌 (2001년) - 마사의 치료사 역
- 약속 (1995년)
- 사랑과 슬픔의 여로 (1991년) - 조아킴 역
- 아프트 연애 대소동 (1984년)